# Roger Bigod de Norfolk
Roger Bigod (c. 1060-1107) fue un noble caballero anglonormando que participó en la conquista de Inglaterra en 1066. Disfrutó de gran poder en Anglia Oriental, como conde y sheriff de Norfolk y Suffolk. Cinco de sus descendientes fueron condes de Norfolk. Fue también conocido como Roger Bigot, apareciendo como tal en la Carta de Libertades de Enrique I de Inglaterra. Senescal de Guillermo II de Inglaterra. Era hijo de Robert Bigod.

## Biografía
La familia de Roger tiene su origen en el vikingo Rollo Turstain Brico que acompañó a Hrolf Ganger en la conquista de Normandía. Robert Bigod, su padre, adquirió una posición importante en la casa de Guillermo, como chambelán del duque de Normandía (el futuro Guillermo I de Inglaterra), debido, según las crónicas, a que informó al duque de un complot encabezado por un primo del duque, Guillermo Werlac.
Tanto Roger como Robert fueron recompensados con grandes propiedades en Anglia Oriental tras la conquista normanda de Inglaterra. El Domesday lista a Roger como poseedor de seis señoríos en Essex, 117 en Suffolk y 187 en Norfolk.
El feudo base de Bigod (Bigot) estaba en Thetford, Norfolk, entonces sede episcopal, donde fundó un priorato que posteriormente fue donado a Cluny. En 1101 consolidó aún más su poder cuando Enrique I le permitió construir un castillo en Framlingham, que se convertiría en la sede familiar hasta su caída en 1307. Otro de sus castillos fue el castillo de Bungay, también en Suffolk.
En 1069 él, Robert Malet y Raúl de Guader (entonces conde de Norfolk), derrotaron a Sweyn Estrithson (Svend II) de Dinamarca cerca de Ipswich. Después de la caída de Raúl de Guader en 1074, Roger fue nombrado sheriff de Norfolk y de Suffolk, y adquirió muchas de las propiedades del desposeído conde. Por esa razón es a veces mencionado como conde de Norfolk, aunque probablemente nunca fue creado como tal de hecho. (Su hijo Hugh adquirió el título de conde de Norfolk en 1141.) Adquirió más propiedades a través de su influencia en los tribunales locales como gran señor de la región.
En la Rebelión de 1088 se unió a otro barones en Inglaterra contra el rey Guillermo II, al que esperaban deponer a favor de Roberto Curthose, duque de Normandía. Parece haber perdido sus tierras después de que la rebelión hubiera fracasado, pero las recuperó tras reconciliarse con el rey.
En 1100, Robert Bigod (Bigot) fue uno de los testigos registrados en la Carta de Libertades, promesas de la coronación de Enrique I que influirían luego en la Carta Magna de 1215.
En 1101 hubo un nuevo intento en traer a Roberto de Normandía eliminando al rey Enrique, pero esta vez Roger Bigod se mantuvo leal al rey.
Murió el 9 de septiembre de 1107 y fue enterrado en Norwich. A su muerte hubo una disputa sobre su lugar de enterramiento entre el obispo de Norwich, Herbert Losinga, y los monjes de priorato de Thetford, fundado por Bigod. Los monjes reclamaron que el cuerpo de Roger, junto con los de sus familiares y sucesores, habían sido legados a ellos por Roger para ser enterrados en el priorato por la carta de fundación de Roger (como era práctica común). El obispo de Norwich robó el cuerpo en medio de la noche y lo hizo enterrar en la nueva catedral que había construido en Norwich.

## Herencia
La tradición académica le imputa tres relaciones consumadas:
- Adeliza de Toeni, heredera de Belvoir (c. 1064-1135). Hija de Robert I de Toeni (de Todeni), señor de Belvoir (c. 1030-1088). Fruto de esa relación nacieron varios hijos:

1. Maud Bigod (c. 1083-1136). Esposa de William Pincerna d'Aubigny (c. 1064-1139). Ambos padres de William d'Aubigny, I conde de Arundel (c. 1100-1176);
2. Cecily Bigod (c. 1093-1135), heredera de Belvoir. Esposa de William II d'Aubigny, señor de Belvoir (Brito, c. 1130-1186);
3. Hugh Bigod, I conde de Norfolk (c. 1095-1176). Se casó con Gundreda de Beaumont [Warwick] (c. 1135-1200), una hija de Roger de Beaumont;
4. Jane Bigod (c. 1105-1138);
5. Humphrey Bigod, prebendado de Totenhall (m. 1112).

- Adeline de Grentmesnil (c. 1056-1111). Hija de Hugo de Grandmesnil. Fruto de esa relación nacieron varios hijos:

1. Gunnora Bigod (c. 1082-1121), esposa de Robert fitz Suein (c. 1085-1132), señor de Rayleigh, y en segundas nupcias se casó con Hamon II de Saint-Clair (c. 1080-1139), nieto de Waldonius de Saint-Clair;
2. William Bigod, señor de Framlingham y sheriff de Suffolk (c. 1086-1120). Falleció en el naufragio de Barco Blanco.

- Billeheude de St. Sauveur (c. 1040-1090), de estirpe desconocida. Madre de Hervey fitz Baggott (Bigod, c. 1086-1140).